# Алан Сандерленд
Алан Сандерленд (англ. Alan Sunderland, нар. 1 липня 1953, Конізбро) — англійський футболіст, що грав на позиції нападника.
Виступав, зокрема, за клуби «Вулвергемптон» та «Арсенал», а також національну збірну Англії.
Володар Кубка англійської ліги. Володар Кубка Англії з футболу.

## Клубна кар'єра
Народився 1 липня 1953 року в місті Конізбро. Вихованець футбольної школи клубу «Вулвергемптон». Дорослу футбольну кар'єру розпочав 1971 року в основній команді того ж клубу, в якій провів шість сезонів, взявши участь у 158 матчах чемпіонату.  Більшість часу, проведеного у складі «Вулвергемптона», був основним гравцем атакувальної ланки команди.
Своєю грою за цю команду привернув увагу представників тренерського штабу клубу «Арсенал», до складу якого приєднався 1977 року. Відіграв за «канонірів» наступні сім сезонів своєї ігрової кар'єри. Граючи у складі лондонського «Арсенала» також здебільшого виходив на поле в основному складі команди. За цей час виборов титул володаря Кубка Англії з футболу.
Згодом з 1984 по 1986 рік грав у складі «Іпсвіч Таун».
Завершив ігрову кар'єру у команді «Деррі Сіті», за яку виступав протягом 1987 року.

## Виступи за збірні
Протягом 1974–1976 років залучався до складу молодіжної збірної Англії. На молодіжному рівні зіграв у 2 офіційних матчах.
З 1978 по 1981 рік захищав кольори олімпійської збірної Англії. У складі цієї команди провів 7 матчів, забив 1 гол.
У 1980 році дебютував в офіційних матчах у складі національної збірної Англії.
Загалом протягом кар'єри в національній команді, яка тривала 1 рік, провів у її формі 1 матч.

## Титули і досягнення
- Володар Кубка англійської ліги (1):

«Вулвергемптон»: 1973-1974
- Володар Кубка Англії з футболу (1):

«Арсенал»: 1978-1979